# Enrique de Gandía
Enrique de Gandía (Buenos Aires, 1906-2000) était un historien et sociologue argentin. Ayant pour domaine de prédilection l’histoire de l’Amérique espagnole, il fut l’auteur de plus d’une centaine d’ouvrages.

## Biographie
Né dans une famille aisée, d’une mère italienne et d’un père espagnol, il passa sa première jeunesse en France (à Nice) et son adolescence en Italie et en Espagne. Il retourna en Argentine à l’âge de 19 ans, mais à 23 ans reprit le chemin de l’Europe, pour étudier à la Sorbonne à Paris et à la faculté de droit de l’université Complutense de Madrid. Son séjour en Espagne lui permit d’accéder à d’importantes bibliothèques et dépôts d’archives à Madrid et à Séville, tels que les Archives générales des Indes, et d’étudier ainsi en profondeur l’histoire de l’Amérique espagnole. Durant ces années, il vint à s’intéresser également au Moyen Âge et fit un séjour dans le monastère de bénédictins de Silos, dans la province de Burgos.
De nouveau revenu à Buenos Aires, il publia en 1927 Dónde nació el fundador de Buenos Aires et en 1928 Nuevos datos para la biografía de Juan de Garay, puis commença à s’imposer dans le domaine des études historiques grâce à la publication en 1929 de Historia del Gran Chaco, suivi de Historia crítica de los mitos y leyendas de la conquista americana. Il tenta de faire aboutir un projet de fouilles archéologiques dans ce qui passe pour être le premier établissement européen dans le Río de la Plata, savoir le fort Sancti Spiritu, mais ne put mener à bien ce dessein.
Il fit carrière dans l’enseignement supérieur, donnant cours à l’École des Beaux-Arts (à partir de 1948), à l’université de Morón (1960) et à l’université de Belgrano (1967), après avoir été l’un des cofondateurs de ces deux dernières. Il fut également titulaire de la chaire de sciences politiques à l’université argentine John F. Kennedy (à partir de 1991). En 1948, il fut nommé directeur du musée municipal de Buenos Aires (aujourd’hui musée historique de Buenos Aires Cornelio de Saavedra). Il fonda et dirigea l’Institut argentin de l’histoire des idées.
Il connut très tôt la reconnaissance de ses pairs, se voyant désigné membre titulaire de l’Académie nationale (argentine) d’histoire dès 1930 ; il sera par la suite membre titulaire des Académies nationales argentines des Sciences morales et politiques (1938), de Géographie (1985), et des Sciences (1987). Il fut membre de l’Académie royale d’histoire de Madrid, d’abord à titre de correspondant, en 1930, puis comme titulaire. En 1933, il prit part à la fondation de l’Institut national sanmartiniano, et en 1930 à la création de l’Institut paraguayen de recherches historiques ; ce dernier, de même que l’Institut historique et géographique du Paraguay, l’élurent comme membre honoraire.
Il se vit décerner de nombreuses récompenses et distinctions, en particulier : le prix Konex 1984 ; la nomination, par le gouvernement portugais, comme commandeur de l’ordre d’Henri le Navigateur (1991) ; le doctorat honoris causa des universités d’Asunción et du Pays basque. Il fut aussi décoré de l’ordre vénézuélien du Libertador Simón Bolívar et Andrés Bello, et figura comme président honoraire de la Commission argentine d’hommage au 5e centenaire de la découverte de l’Amérique.
Il eut l’estime de Paul Gallez, membre et fondateur de la dénommée école argentine de protocartographie. Il fut le premier à présumer, dans son ouvrage Primitivos navegantes vascos, que la quatrième péninsule d’Asie (parfois appelée aussi péninsule de Cattigara), qui apparaît sur les cartes anciennes, serait l’Amérique du Sud.
Attaché à hisser le castillan au niveau de grande langue internationale de culture, et soucieux de souligner le rôle déterminant de l’esprit espagnol dans la formation des jeunes nations hispano-américaines, il fut par ailleurs membre de l’Academia Porteña del Lunfardo, dont l’objet est l’étude de l’argot rioplatense. Enfin, il déploya parallèlement une activité journalistique, collaborant à partir de 1927 comme critique au quotidien argentin La Nación.
Il est inhumé au cimetière de la Chacarita de Buenos Aires.

## Ouvrages
Liste non exhaustive.
- El encanto del recuerdo - 1925.
- Historia del Gran Chaco - 1929.
- La ciudad encantada de los Césares - Buenos Aires, 1932.
- Límites de las gobernaciones sudamericanas en el siglo XVI - 1933.
- Los derechos del Paraguay sobre el Chaco Boreal en el siglo XVI - 1935.
- Historia de la República Argentina en el Siglo XIX - 1940.
- Historia de Cristóbal Colón - 1942.
- Primitivos navegantes vascos - 1942.
- Buenos Aires colonial -1957.
- Bolívar y la libertad -1959.
- Nicolás Avellaneda: Sus ideas y su tiempo - 1985.
- Simón Bolívar: Su pensamiento político - 1984.
- Historia de las ideas políticas en la Argentina - 1988.
- Nueva historia de América, la libertad y la antilibertad - 1988.
- Nueva historia del descubrimiento de América - 1987.
- Américo Vespucci y sus cinco viajes al nuevo mundo - 1990